# Crassispira sacerdotalis
Crassispira sacerdotalis là một loài ốc biển săn mồi cỡ nhỏ, là động vật thân mềm chân bụng sống ở biển thuộc họ Turridae.

## Phân bố
Đây là loài đặc hữu của São Tomé và Príncipe.